# NHL Amateur Draft 1978
Der NHL Amateur Draft 1978, die jährliche Talentziehung der National Hockey League, fand am 15. Juni 1978 im Queen Elizabeth Hotel im kanadischen Montreal in der Provinz Québec statt. Es war der letzte Draft, der noch als Amateur Draft bezeichnet wurde. Ab 1979 wurde die Veranstaltung in Entry Draft umbenannt. Am Morgen des 15. Juni fand zudem im Vorfeld des Amateur Drafts der NHL Dispersal Draft 1978 statt.
Insgesamt wurden 234 Spieler in 22 Runden gezogen, wobei in den letzten Runden nur noch wenige Teams Spieler auswählten und ab Runde 18 lediglich die Canadiens de Montréal weitere Spieler zogen. Darunter befand sich in der zwölften Runde mit Wjatscheslaw Fetissow ein Spieler aus der Sowjetunion, der aufgrund der politischen Weltlage kaum Aussichten auf ein Engagement in der NHL hatte. Ebenso wurden mit Ladislav Svozil und Anton Šťastný zwei Tschechoslowaken gewählt.
Bobby Smith, der als erstes gezogene Spieler, war der einzige in diesem Draft, der in seiner Laufbahn die 1000-Punkte-Marke erreichen sollte. Die gewählten Brad Marsh und Craig MacTavish waren in späteren Jahren die Spieler, denen es noch erlaubt war ohne Schutzhelm zu spielen.
Erstmals wurden auch deutsche Spieler beim Draft ausgewählt. Neben dem in Deutschland geborenen Willie Huber, der jedoch schon in seiner Kindheit mit seinen Eltern nach Kanada auswanderte, wurden in der zwölften Runde Bernie Englbrecht und Gerd Truntschka gezogen.

## Draftergebnis
| Pick                           | Spieler                   | Land               | NHL-Team              | College-/ Junioren-/ Profi-Team           |
| 1. Runde                       | 1. Runde                  | 1. Runde           | 1. Runde              | 1. Runde                                  |
| ------------------------------ | ------------------------- | ------------------ | --------------------- | ----------------------------------------- |
| 1.                             | Bobby Smith (C)           | Kanada             | Minnesota North Stars | Ottawa 67’s (OMJHL)                       |
| 2.                             | Ryan Walter (C)           | Kanada             | Washington Capitals   | Seattle Breakers (WCHL)                   |
| 3.                             | Wayne Babych (RW)         | Kanada             | St. Louis Blues       | Portland Winter Hawks (WCHL)              |
| 4.                             | Bill Derlago (C)          | Kanada             | Vancouver Canucks     | Brandon Wheat Kings (WCHL)                |
| 5.                             | Mike Gillis (LW)          | Kanada             | Colorado Rockies      | Kingston Canadians (OMJHL)                |
| 6.                             | Behn Wilson (D)           | Kanada             | Philadelphia Flyers   | Kingston Canadians (OMJHL)                |
| 7.                             | Ken Linseman (C)          | Kanada             | Philadelphia Flyers   | Birmingham Bulls (WHA)                    |
| 8.                             | Dan Geoffrion (RW)        | Kanada             | Canadiens de Montréal | Cornwall Royals (QMJHL)                   |
| 9.                             | Willie Huber (D)          | Kanada             | Detroit Red Wings     | Hamilton Fincups (OMJHL)                  |
| 10.                            | Tim Higgins (RW)          | Kanada             | Chicago Black Hawks   | Ottawa 67’s (OMJHL)                       |
| Weitere erwähnenswerte Spieler |                           |                    |                       |                                           |
| 11.                            | Brad Marsh (D)            | Kanada             | Atlanta Flames        | London Knights (OMJHL)                    |
| 12.                            | Brent Peterson (RW)       | Kanada             | Detroit Red Wings     | Portland Winter Hawks (WCHL)              |
| 16.                            | Al Secord (D)             | Kanada             | Boston Bruins         | Hamilton Fincups (OMJHL)                  |
| 17.                            | Dave Hunter (LW)          | Kanada             | Canadiens de Montréal | Sudbury Wolves (OMJHL)                    |
| 2. Runde                       |                           |                    |                       |                                           |
| 19.                            | Steve Payne (LW)          | Kanada             | Minnesota North Stars | Ottawa 67’s (OMJHL)                       |
| 20.                            | Paul Mulvey (LW)          | Kanada             | Washington Capitals   | Portland Winter Hawks (WCHL)              |
| 21.                            | Joel Quenneville (D)      | Kanada             | Toronto Maple Leafs   | Windsor Spitfires (OMJHL)                 |
| 23.                            | Tony McKegney (LW)        | Kanada             | Buffalo Sabres        | Kingston Canadians (OMJHL)                |
| 27.                            | Merlin Malinowski (C)     | Kanada             | Colorado Rockies      | Medicine Hat Tigers (WCHL)                |
| 31.                            | Al Jensen (G)             | Kanada             | Detroit Red Wings     | Hamilton Fincups (OMJHL)                  |
| 3. Runde                       |                           |                    |                       |                                           |
| 38.                            | Glen Currie (LW)          | Kanada             | Washington Capitals   | Laval National (QMJHL)                    |
| 40.                            | Stan Smyl (LW)            | Kanada             | Vancouver Canucks     | New Westminster Bruins (WCHL)             |
| 41.                            | Paul Messier (C)          | Kanada             | Los Angeles Kings     | University of Denver (NCAA)               |
| 46.                            | Rick Paterson (C)         | Kanada             | Chicago Black Hawks   | Cornwall Royals (QMJHL)                   |
| 50.                            | Glen Cochrane (D)         | Kanada             | Philadelphia Flyers   | Victoria Cougars (WCHL)                   |
| 4. Runde                       |                           |                    |                       |                                           |
| 54.                            | Curt Giles (D)            | Kanada             | Minnesota North Stars | University of Minnesota Duluth (NCAA)     |
| 55.                            | Bengt-Åke Gustafsson (F)  | Schweden           | Washington Capitals   | Färjestad BK                              |
| 59.                            | Dave Silk (F)             | Vereinigte Staaten | New York Rangers      | Boston University (NCAA)                  |
| 63.                            | Brian Young (F)           | Kanada             | Chicago Black Hawks   | New Westminster Bruins (WCHL)             |
| 64.                            | Jim MacRae (F)            | Kanada             | Atlanta Flames        | University of Alberta (CIAU)              |
| 5. Runde                       |                           |                    |                       |                                           |
| 78.                            | Ted Nolan (LW)            | Kanada             | Detroit Red Wings     | Sault Ste. Marie Greyhounds (OMJHL)       |
| 80.                            | Gord Wappel (D)           | Kanada             | Atlanta Flames        | Regina Pats (WCHL)                        |
| 81.                            | Jordy Douglas (LW)        | Kanada             | Toronto Maple Leafs   | Flin Flon Bombers (WCHL)                  |
| 6. Runde                       |                           |                    |                       |                                           |
| 89.                            | Jim Nill (RW)             | Kanada             | St. Louis Blues       | Medicine Hat Tigers (WCHL)                |
| 93.                            | Tom Laidlaw (D)           | Kanada             | New York Rangers      | Northern Michigan University (NCAA)       |
| 103.                           | Keith Acton (C)           | Kanada             | Canadiens de Montréal | Peterborough Petes (OMJHL)                |
| 7. Runde                       |                           |                    |                       |                                           |
| 106.                           | Steve Stockman (C)        | Kanada             | St. Louis Blues       | Cornwall Royals (QMJHL)                   |
| 109.                           | Paul MacLean (F)          | Kanada             | St. Louis Blues       | Hull Olympiques (QMJHL)                   |
| 111.                           | Don Waddell (D)           | Vereinigte Staaten | Los Angeles Kings     | Northern Michigan University (NCAA)       |
| 114.                           | Dave Hindmarch (RW)       | Kanada             | Atlanta Flames        | University of Alberta (CIAU)              |
| 8. Runde                       |                           |                    |                       |                                           |
| 129.                           | John Barrett (D)          | Kanada             | Detroit Red Wings     | Windsor Spitfires (OMJHL)                 |
| 133.                           | Eric Strobel (F)          | Kanada             | Buffalo Sabres        | University of Minnesota (NCAA)            |
| 135.                           | Dave Cameron (F)          | Kanada             | New York Islanders    | University of Prince Edward Island (CIAU) |
| 9. Runde                       |                           |                    |                       |                                           |
| 142.                           | Kevin Krook (D)           | Kanada             | Colorado Rockies      | Regina Pats (WCHL)                        |
| 153.                           | Craig MacTavish (C)       | Kanada             | Boston Bruins         | University of Massachusetts Lowell (NCAA) |
| 154.                           | Kevin Constantine (G)     | Vereinigte Staaten | Canadiens de Montréal | Rensselaer Polytechnic Institute (NCAA)   |
| 10. Runde                      |                           |                    |                       |                                           |
| 160.                           | Bob Froese (G)            | Kanada             | St. Louis Blues       | Niagara Falls Flyers (OMJHL)              |
| 11. Runde                      |                           |                    |                       |                                           |
| 179.                           | Darryl Sutter (LW)        | Kanada             | Chicago Black Hawks   | Lethbridge Broncos (WCHL)                 |
| 180.                           | Bob Sullivan (LW)         | Kanada             | Atlanta Flames        | Toledo Goaldiggers (IHL)                  |
| 12. Runde                      |                           |                    |                       |                                           |
| 194.                           | Ladislav Svozil (F)       | Tschechoslowakei   | Detroit Red Wings     | TJ Vítkovice                              |
| 196.                           | Bernhard Englbrecht (G)   | Deutschland BR     | Atlanta Flames        | EV Landshut                               |
| 198.                           | Anton Šťastný (F)         | Tschechoslowakei   | Philadelphia Flyers   | Slovan CHZJD Bratislava                   |
| 200.                           | Gerd Truntschka (C)       | Deutschland BR     | St. Louis Blues       | Kölner EC                                 |
| 201.                           | Wjatscheslaw Fetissow (D) | Sowjetunion 1955   | Canadiens de Montréal | HK ZSKA Moskau                            |
| 19. Runde                      |                           |                    |                       |                                           |
| 231.                           | Chris Nilan (F)           | Vereinigte Staaten | Canadiens de Montréal | Northeastern University (NCAA)            |